# Maurice Andrieu (homme politique, 1813-1887)
Pour les articles homonymes, voir Maurice Andrieu et Andrieu.
Maurice Mathieu Andrieu est un homme politique français né le 22 juin 1813 à Maringues (Puy-de-Dôme) et décédé le 22 janvier 1887 dans le 9e arrondissement de Paris.

## Famille
Il est issu de l'une des familles les plus anciennes de la Basse-Auvergne, originellement fixée à Maringues (Puy-de-Dôme) dans la plaine de la Limagne, connue pour ses nombreux juristes et blasonnant de « gueules au sautoir d’argent » » (armorial de 1697). En langage héraldique, le sautoir représente une croix de saint André.

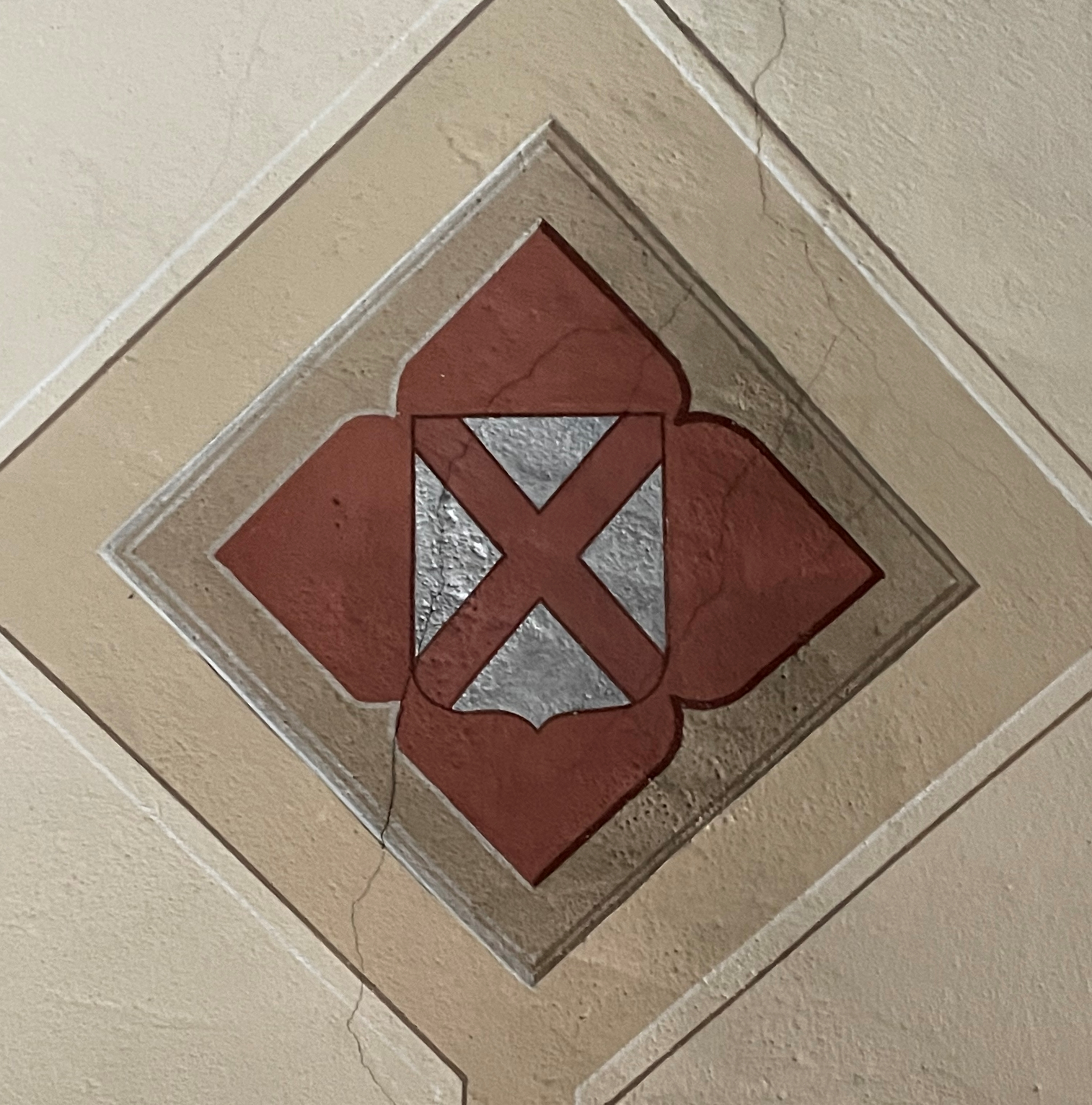
Blason Andrieu (Auvergne, 1697)

Dans la première moitié du XVIIIème siècle, la famille Andrieu se divise en deux branches principales : celle de Jean Andrieu (1680-1752) appelée la branche des Papetiers qui fera souche à Thiers (Puy-de-Dôme) avec notamment :
- Pierre Andrieu, (1762-1849), fabricant au sein des papeteries de Thiers, maire de Thiers en 1791, président du tribunal civil de Thiers ;
- Hermose Andrieu (1804-1875) juriste, magistrat et historien français ;
- Jean-Baptiste Darrot-Andrieu (1797-1870), maire de Thiers, conseiller général, député du Puy-de-Dôme de 1847 à 1848, siégeant dans la majorité soutenant les ministères de la Monarchie de Juillet ;
- Jean-Baptiste-Francis Andrieu, dit Francisque Andrieu de Vaulx (1811-1867), avocat et maire de Celles-sur-Durolles (Puy-de-Dôme) ;

et celle de Pierre Andrieu (1686-1741), notaire royal, qui reste à Maringues et est appelée la branche des Parlementaires en raison du député du Tiers état en 1789 César-Pierre Andrieu et du député du Puy-de-Dôme en 1863, Maurice Andrieu.

## Carrière politique
Issu de la famille des Parlementaires, Maurice Andrieu est d'abord contrôleur des contributions, puis juge de paix à Thiers et conseiller d'arrondissement. 
Maire de Maringues en 1849, conseiller général en 1851, il est député du Puy-de-Dôme du 31 mai 1863 au 27 avril 1869 (IIIème législature du Second Empire), siégeant dans la majorité dynastique soutenant Napoléon III.

## Distinctions
Maurice Mathieu Andrieu est nommé chevalier dans l'ordre de la Légion d'honneur le 9 juillet 1862, puis officier par décret du 25 août 1869 pour prendre rang à compter du 7 août . 